# Leuc
Leuc là một xã của Pháp, nằm ở tỉnh Aude trong vùng Occitanie.
Người dân địa phương trong tiếng Pháp gọi là Leucois.
Các xã giáp ranh:Cavanac, Villefloure, Verzeille, Couffoulens.

## Hành chính
| Danh sách các xã trưởng                |                  |                |      |         |
| Giai đoạn                              | Giai đoạn        | Tên            | Đảng | Tư cách |
| tháng 3 năm 2001                       | tháng 3 năm 2014 | Bernard Calvet |      |         |
| tháng 3 năm 2001                       | tháng 3 năm 2008 | Bernard Calvet |      |         |
| tháng 3 năm 1965                       | tháng 3 năm 2001 | Guy Noury      |      |         |
| Tất cả các dữ liệu trước đây không rõ. |                  |                |      |         |

## Thông tin nhân khẩu
| Năm    | 1962 | 1968 | 1975 | 1982 | 1990 | 1999 | 2006 |
| ------ | ---- | ---- | ---- | ---- | ---- | ---- | ---- |
| Dân số | 420  | 427  | 387  | 529  | 629  | 577  | 601  |